# Gehen

Einfache Animation des Gehens

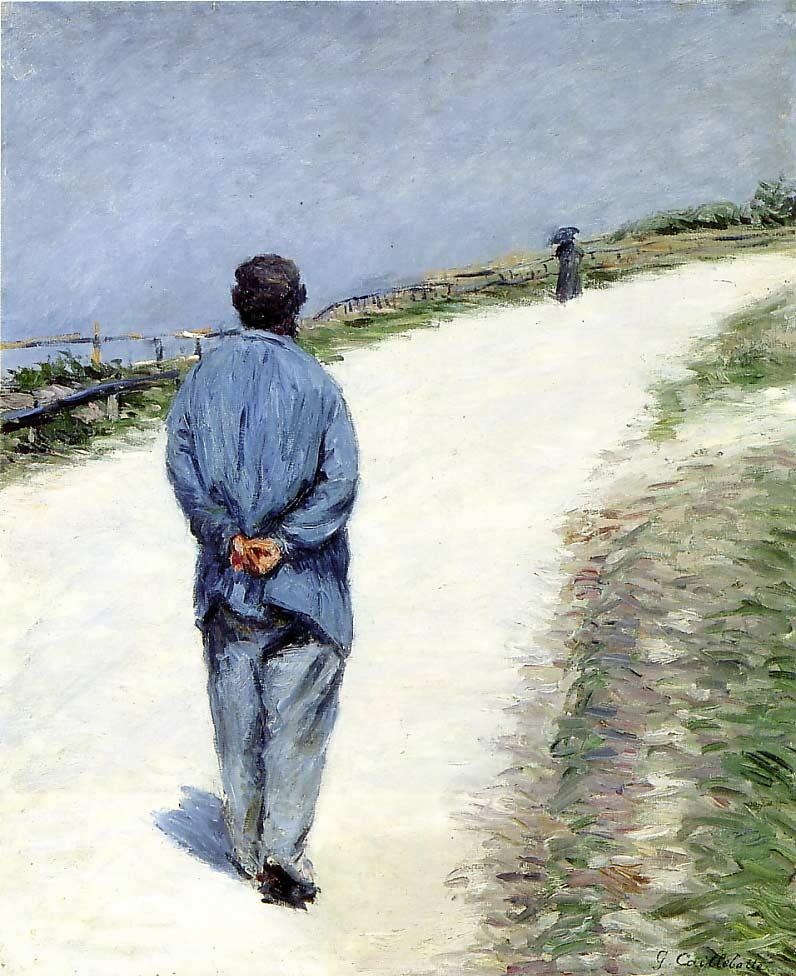
Gustave Caillebotte: Gehender Mann in blauer Jacke

Gehen ist eine Fortbewegungsart, bei der es im Gegensatz zum Laufen keine Flugphase gibt. Der Körper hat also in jeder Phase des Bewegungszyklus Kontakt zum Boden über Beine und Füße. Beim zweibeinigen Gehen gibt es statt der Flugphase eine Doppelstützphase, die beim Menschen etwa 20 Prozent der Gesamtzykluszeit in Anspruch nimmt. Die durchschnittliche Geschwindigkeit eines Fußgängers betrug laut einer Studie in Oregon, USA, beim Überqueren einer ampelgesicherten Straße etwa 5 km/h. Dieser Wert schwankte je nach Alter, Geschlecht und Faktoren wie dem Gehen alleine oder als Gruppe zwischen etwa 4,5 und 5,5 km/h. Gemächliches Spazierengehen hat eine mittlere Geschwindigkeit von etwa 3 km/h.

## Etymologie
Das gemeingermanische Verb (mittelhochdeutsch, althochdeutsch) gēn, gān beruht auf der indogermanischen Wurzel g̑hē[i] „klaffen, leer sein, verlassen, (fort)gehen“.

## Gangarten
Man unterscheidet nach dem Bewegungsablauf folgende Gangarten:
- Zweibeiniger Gang (bipeder Gang): „Gehen“ im eigentlichen Sinne, die menschliche Fortbewegung; auch bei Vögeln und Nicht-Vogel-Dinosauriern
- Vierbeiniger Gang (quadrupeder Gang): die ursprüngliche Fortbewegungsweise der Landwirbeltiere, typisch für sehr viele Amphibien, Reptilien und Säugetiere; hierbei kann weiter unterschieden werden in
  - Passgang (beide Extremitäten einer Körperseite setzen gleichzeitig auf)
  - Kreuzgang (die sich am Rumpf schräg gegenüberliegenden Extremitäten setzen gleichzeitig auf).

## Zweibeiniger Gang

### Technik

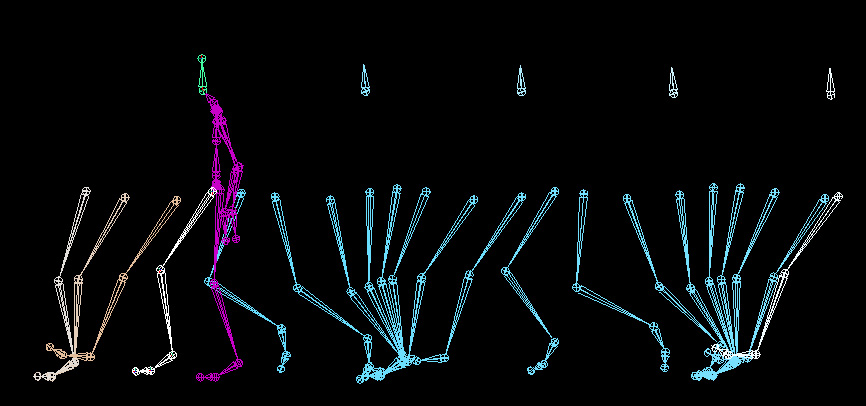
Bei dieser Computersimulation bleibt der Kopf während des Gehens auf einer Höhe, während die Hüfte einer Sinusbewegung folgt.

Ein Schrittzyklus oder Gangzyklus ist die Grundeinheit des Geh-Aktes. Er entspricht beim Fersengang dem Zeitraum zwischen zwei Fersenauftritten desselben Fußes und ist in zwei Phasen unterteilt: „Standphase“ und „Schwungphase“. Die Standphase beginnt mit dem Aufsetzen der Ferse und endet mit dem Ablösen der Zehen vom Boden, wobei der Fuß idealerweise sorgfältig über den Großzeh abgerollt wird; der innere Fußrand senkt sich dabei leicht ab (Pronation). Die nachfolgende Schwungphase endet mit dem erneuten Aufsetzen der Ferse desselben Fußes. Bei normaler Gehgeschwindigkeit nimmt die Standphase etwa 60 Prozent und die Schwungphase etwa 40 Prozent der Schrittzykluszeit ein. Da sich beim Gehen die Standphasen von rechtem und linkem Bein überschneiden, steht am Anfang und Ende jedes Schrittes eine bipedale Abstützphase, in der beide Füße gleichzeitig den Boden berühren. Die Zeitspanne der bipedalen Abstützphase ist von der Fortbewegungsgeschwindigkeit abhängig und verschwindet bei schnellerem Laufen, wenn stets nur ein Fuß den Boden berührt. Beim noch schnelleren Sprinten haben die Füße während einer kurzen Phase, der sogenannten Schwebephase, gar keinen Bodenkontakt mehr.
Ein Gangzyklus wird zusätzlich zu den beiden Unterteilungen in Standphase und Schwungphase in viele kleinere Abschnitte, den Gangphasen unterteilt. Jede einzelne Gangphase hat sowohl in der deutschen Sprache, als auch in der englischen Sprache jeweils eigene Bezeichnung. Zur vereinheitlichten Kommunikation, insbesondere im medizinischen Bereich zwischen Ärzten, Physiotherapeuten und Orthopädietechnik-Mechanikern, werden vorwiegend die englischen Bezeichnungen genutzt. Beim gesunden Menschen spricht man vom physiologischen Gangbild. Beim Patienten mit Lähmungen kommt es häufig zu sichtbaren Gangstörungen und man spricht dann vom pathologischen Gangbild. Zur Kompensation von pathologischen Gangbildern und zur Verhinderung von daraus resultierenden medizinischen Folgeschäden werden betroffene Patienten neben physiotherapeutischer Behandlung mit Orthesen versorgt.
Der Fuß ermöglicht den Bewegungsablauf durch seine Gelenkmechanik, indem er sich beim Auftreten verformt und elastische Energie absorbiert, beim Abdrücken hingegen wie ein starrer Hebel wirkt, der die auf ihn ausgeübte Kraft an den Boden überträgt.
Die eigentliche Positionsveränderung beim Geh-Akt geschieht im Grunde durch ein „verhindertes Fallen“ auf der zeitweise bodenkontaktfreien Seite. Hinsichtlich des Fuß-Boden-Kontakts können neben dem Fersengang zwei weitere menschliche Geh-Arten unterschieden werden: Im Ballengang setzt der Mensch den Fußballen (Vorfuß) zuerst auf, senkt sich möglicherweise, aber nicht zwangsläufig, bis zur Ferse und drückt sich idealerweise ebenfalls über die Großzehe ab. Ein Mischform ist der Mittelfußaufsatz bei dem im Idealfall der ganze Fuß flach über die Außenkante aufsetzt. Dem Gehen wie die Menschenaffen, d. h. astumgreifend oder auf den Fußkanten, entspricht keine normale menschliche Gangart. Die Messung und Beobachtung der auftretenden Kräfte und Abläufe beim Gehen ist Gegenstand der Ganganalyse.
Gehen zählt zu den Automatismen. Es ist eine Verhaltensweise, die selbsttätig vom Zentralnervensystem (ohne äußere Reizeinwirkung) ausgelöst wird. Weitere Beispiele für derartige Automatismen sind die Flossenbewegung bei Fischen oder der Flügelschlag bei Vögeln.

### Der aufrechte Gang beim Menschen
Wie es zur Entstehung des obligatorisch aufrechten Ganges beim Menschen kam, ist bis heute nicht endgültig geklärt. Fest steht einzig, dass die Vorfahren des Menschen schon vor 5 Millionen Jahren zum aufrechten Gang übergingen. Ferner stammen die frühesten Belege für aufrecht gehende Hominini aus Bodenschichten, die in ihrer Entstehenszeit den heutigen Galeriewäldern ähnelten, also einem Lebensraum entstammen, in dem sich Waldstücke, feuchte Graslandschaften und Seeufer abwechselten. Daraus wird abgeleitet, dass sich der aufrechte Gang bereits als Anpassung an bestimmte Fortbewegungsweisen auf den Bäumen entwickelt hat.
Die Umstellung von quadrupeder Fortbewegung auf den aufrechten Gang ging mit zahlreichen Veränderungen des menschlichen Skelettes einher. Der Fuß ist bei Menschen – anders als noch beim 4,4 Millionen Jahre alten Fossil „Ardi“, einem Ardipithecus ramidus – kein Greifwerkzeug; „Ardi“ hingegen konnte die große Zehe noch abspreizen und so zum Greifen verwenden. Kleinkinder besitzen jedoch noch einen Greifreflex sowohl in den Handflächen als auch an den Fußsohlen, der mit der Zeit allerdings verschwindet. Das Becken des Menschen ist verbreitert und dient im aufrechten Gang als „Schüssel“ für die Eingeweide. Die Wirbelsäule ist doppelt S-förmig (sigmoid) geschwungen und trägt Rücken und Kopf, das Hinterhauptsloch befindet sich unter dem Schädel und nicht (wie bei Vierfüßern) relativ weit hinter dem Schädel.
Der aufrechte Gang führt aber auch zur Belastung des unteren Teils des Körpers. So neigt der Mensch im Alter zu:
- Unterleibsbrüchen,
- Bandscheibenvorfällen
- Senk- und Plattfüßen,
- Krampfadern infolge der Blutanstauung in den Beinen,
- Hüftgelenksarthrosen.

In auf die Emanzipation des Menschen bezogenen Texten der Kulturphilosophie ist der „aufrechte Gang“ zu einer Metapher für die Einzigartigkeit des Menschen geworden, sich selber souverän umzuschauen und sein Urteil zu bilden.
Zu Beginn des Laufenlernens setzen Kinder die Füße mit der ganzen Sohle oder dem Vorfuß auf und rollen gar nicht oder kaum ab. Das Abrollen entwickelt sich circa sechs Monate nach dem Beginn des freien Gehens. Das Ausmaß, in dem ein Kind den Fuß abrollt, wird daher als ein Maß für die Gangreifung gewertet. Bei zunehmender Gangreifung weist der Druckverlauf zwei Gipfel auf: einen beim Aufsetzen der Ferse, einen beim Abstoßen der Fußspitze vom Boden.
Unter dem Begriff Schrittgeschwindigkeit wird die typische Geschwindigkeit beim Gehen verstanden.

### Ballengang im Alltag
Gehen im Alltag kann im Ballengang erfolgen, wobei das Aufsetzen des Fußes mit den Fußballen dem abgefederten Absetzen der Ferse dient, so wie man es täglich beim Treppabsteigen übt, oder gelegentlich beim Schleichen. Dafür sollte der Schuh samt eventueller Einlage nur eine geringe Sprengung haben, 2–3 mm, oder ganz ohne Sprengung sein. Wer nicht täglich viel Treppen steigen muss, kann gegen die Verkümmerung der nur am Ballengang verstärkt mitwirkenden Muskeln also versuchen, auf flachen flexiblen Sohlen im Ballengang einen Teil der Alltagswege zu gehen. Dazu gibt es auch Vorübungen für im Ballengang Ungeübte. Wo tastendes Fortbewegen von Vorteil ist, besonders in warmen Ländern, deren Wüsten keineswegs vorwiegend weichen Sanduntergrund bieten, sondern eher steinigen Boden, und viele Menschen traditionell barfuß gehen, ist Gehen im Ballengang naturgemäß eine im Alltag viel geübte Gangart.

### Aufrechter Gang bei Menschenaffen
Gibbons bewegen sich am Boden, wohin sie natürlicherweise aber kaum einmal geraten, immer auf zwei Beinen fort. Schimpansen und Gorillas halten sich zwar überwiegend am Boden auf, nutzen ihre bedingte Fähigkeit zum aufrechten Gang dabei allerdings wenig und nur für kurze Distanzen. Ihr hauptsächlich angewandter sogenannter Knöchelgang galt bis zur Entdeckung des Fossils „Ardi“ als ein Merkmal, das auch den frühen Hominini zugeschrieben wurde. Die Analyse seiner Handknochen ergab jedoch keinen Hinweis auf Knöchelgang, woraus geschlossen wurde, dass der Knöchelgang eine relativ späte Sonderanpassung der beiden Großen Menschenaffen ist.